# Pertoltice (Kutná Hora-i járás)
Pertoltice település Csehországban, a Kutná Hora-i járásban. Pertoltice Horka II, Bohdaneč, Bělá, Vlastějovice, Zbraslavice, Slavošov és Dolní Pohleď településekkel határos. Lakosainak száma 162 fő (2024. január 1.).

## Népesség
A település lakosságának változását az alábbi diagram mutatja:
| Lakosok száma | 722  | 675  | 576  | 400  | 243  | 169  | 151  | 150  | 151  | 162  |
|               | 1869 | 1890 | 1921 | 1950 | 1980 | 2001 | 2017 | 2019 | 2022 | 2024 |